# Melicope nishimurae
Melicope nishimurae är en vinruteväxtart som först beskrevs av Gen-Iti Koidzumi, och fick sitt nu gällande namn av T. Yamazaki. Melicope nishimurae ingår i släktet Melicope och familjen vinruteväxter. Inga underarter finns listade i Catalogue of Life.